# 中国共产党宜昌市委员会
30°41′58″N 111°17′59″E / 30.69941°N 111.29979°E
中国共产党宜昌市委员会（简称中共宜昌市委），是中国共产党在湖北省宜昌市的领导机关。

## 历史沿革
1949年5月，中共湖北省委决定从原当阳地委抽调主要干部组建中共宜昌市委。1949年6月，正式成立中共宜昌市委，直属中共湖北省委领导。1954年11月，宜昌市由省辖市改为地辖市后，改由中共宜昌地委领导。
中共宜昌市委成立后，领导成员直接由上级任命。1955年12月，召开中国共产党宜昌市第一次代表大会，选举产生第一届市委委员。从此之后，市委领导成员由选举产生。1966年文化大革命开始后，市委工作陷入瘫痪。1968年1月，成立宜昌市革命委员会。1970年5月，经中共湖北省革命委员会核心小组批准，成立中共宜昌市革命委员会核心领导小组。1972年2月，召开中国共产党宜昌市第四次代表大会，选举产生第四届市委委员，同时撤销党的核心领导小组。1979年6月，宜昌市恢复为省辖市后，恢复由中共湖北省委直接领导。
1949年至1991年，宜昌市一共开过8次党员代表大会（党代会）。1992年，宜昌地市合并，实行市领导县的体制。随后组建新的中共宜昌市委机关，并召开第一次党代会。

## 机构设置
根据2019年《宜昌市机构改革方案》，中国共产党宜昌市委员会设置下列机构：
- 中共宜昌市委办公室（宜昌市档案局）

职能部门
- 中共宜昌市委组织部（中共宜昌市委非公有制经济组织和社会组织工作委员会、宜昌市公务员局）
- 中共宜昌市委宣传部（宜昌市人民政府新闻办公室、宜昌市新闻出版局、宜昌市精神文明建设指导委员会办公室）
- 中共宜昌市委统一战线工作部（宜昌市人民政府台湾事务办公室、宜昌市人民政府侨务办公室）
- 中共宜昌市委政法委员会

办事机构
- 中共宜昌市委政策研究室
- 中共宜昌市委网络安全和信息化委员会办公室（宜昌市互联网信息办公室）
- 中共宜昌市委外事工作委员会办公室（宜昌市人民政府外事办公室）
- 中共宜昌市委机构编制委员会办公室
- 中共宜昌市委巡察工作领导小组办公室
- 中共宜昌市委信访局
- 中共宜昌市委机要和保密局（宜昌市国家密码管理局、宜昌市专用通信局）

派出机关
- 中共宜昌市委直属机关工作委员会

## 历届组成人员
第一届
- 任期：
- 书记：
- 副书记：
- 秘书长：

第四届
- 任期：2006年12月－2011年12月
- 书记：李佑才 → 郭有明（2008年2月任）
- 副书记：李乐成（2008年2月任）、李亚隆（2008年3月任）
- 秘书长：杨万贵（2007年8月任，2009年2月离任） → 马学军

第五届
- 任期：2011年12月[3]－2016年12月
- 书记：郭有明（2012年7月离任） → 黄楚平
- 副书记：李乐成、王兴
- 秘书长：马学军

第六届
- 任期：2016年12月－
- 书记：周霁（2020年12月离任）、王立（2021年3月任）
- 副书记：马旭明（2017年4月离任）、吴海涛（2017年5月离任）、张家胜（2017年4月任）、袁卫东（2018年12月任、2021年3月离任）、张桂华（2021年3月任）
- 秘书长：刘建新 → 罗联峰（2020年1月任）